# Jürgen Paschke
Jürgen Paschke (* 9. Mai 1952 in Bückeburg/Niedersachsen) ist ein deutscher evangelischer Theologe und Publizist und seit 22. November 2019 Bundesvorsitzender des Blauen Kreuzes in Deutschland (BKD) mit Sitz in Wuppertal. Er ist Mitherausgeber des Magazins BLAU.

## Beruflicher Werdegang
Nach der Ausbildung zum Bankkaufmann wechselte er zu einem niederländischen Wirtschaftskonzern. 1975 wurde er zum Assistenten des Generalsekretärs der Suchthilfeorganisation Blaues Kreuz berufen. Ab 1978 folgte ein theologisch-pädagogisches Studium, anschließend arbeitete er in der Gemeindearbeit und Erwachsenenbildung im Hannoverschen Verband Landeskirchlicher Gemeinschaften; von 1991 bis 2014 war er dessen Landesgeschäftsführer (Celle). In dieser Zeit war er auch für die Gesamtkoordination des jährlichen Evangelischen Congresses in Celle mit ca. 1200 Teilnehmern aus Norddeutschland zuständig. 2014 wurde er zum Direktor des Theologisch-Pädagogischen Seminars Malche in Porta Westfalica (heute: Bildungscampus Malche) berufen. Ehrenamtlich war er 30 Jahre als Landesvorsitzender des Blauen Kreuzes, Landesverband Niedersachsen tätig. Zu seinen besonderen Leistungen gehörte die Gründung und Koordination des Blauen Kreuzes in Russland.

## Publizistik
Paschke gehörte von 1991 bis Januar 2021 zum Redaktionsteam des christlichen Magazins WIR und ist seit 2015 Mitherausgeber der Zeitschrift BLAU – Das Magazin für Sucht- und Lebensfragen. Im Rahmen der von ihm gegründeten Initiative „KulTour“ gibt er die Taschenbuchreihe AndersArtig heraus. Als Autor ist Paschke in diversen Anthologien vertreten; unter anderem in „Das Gedicht 2006“ und der „Frankfurter Bibliothek“ der Brentano-Gesellschaft. Meditative Texte und Aphorismen von Paschke erscheinen als Bild-Textkarten in der Reihe „HimmelsART“.

## Kunst/Kultur
- Paschke ist seit 2006 Leiter des Autorenkreis Celle und Gründer der Initiative „KulTour“.
- Paschke moderiert die jährliche „Offene Bühne der Literatur“ in „Kunst & Bühne“ in Celle und ist Mitgestalter von Vernissagen und Ausstellungen in Zusammenarbeit mit dem atelier 22[4] und dem Bund Bildender Künstler (bbk) in Celle.[5]